# La Tàpia (Abella de la Conca)

La Tàpia, respecte del terme d'Abella de la Conca

La Tàpia és una cinglera del terme municipal d'Abella de la Conca, al Pallars Jussà.
Està situat al nord-est de la vila d'Abella de la Conca, en el sector occidental de la Serra de Carreu, al vessant meridional del cim de lo Tossalet.

## Etimologia
Es tracta d'un topònim romànic modern, de caràcter descriptiu; és l'aspecte que té aquesta cinglera: la d'una paret que es dreça damunt de la vall dels seus peus.